# Polícrates de Éfeso
Polícrates de Éfeso foi um bispo do cristianismo primitivo que morava em Éfeso. Ele é conhecido por sua carta endereçada ao bispo de Roma, papa Vítor I, que estava tentando encontrar um consenso sobre a data correta para a celebração da Páscoa (veja Quartodecimanismo). Ele viveu durante o reinado do imperador romano Sétimo Severo.

## Vida e obras
O historiador Eusébio, em sua História Eclesiástica, escreveu:
| “ | Uma questão de importância maior apareceu naqueles tempos. Pois as paróquias de toda a Ásia, seguindo uma tradição mais antiga, afirmavam que o décimo-quarto dia da lua, no dia em que os judeus precisavam sacrificar o cordeiro, deveria ser também o dia da Páscoa do nosso Senhor... Mas este não era o costume das igrejas do resto do mundo... Mas os bispos da Ásia, liderados por Polícrates, decidiram preservar o antigo costume que lhes foi herdado. Ele mesmo, numa carta que endereçou a Vítor e à Igreja de Roma, nestas palavras colocou o costume que chegou até si | ” |
|   | — História Eclesiástica, Eusébio. |   |

Segundo São Jerônimo em De Viris Illustribus ("Sobre Homens Ilustres"), ele era um homem de "gênio e autoridade".

## A carta ao Papa Vítor
Eis o que escreveu Polícrates:
| “ | Nós observamos o dia exato, sem tirar nem por. Pois na Ásia grandes luminares também caíram no sono [morreram], do qual devem despertar novamente no dia da volta do Senhor, quando ele virá em toda sua glória do céu e irá procurar por todos os santos. Dentre eles estão Filipe, um dos doze apóstolos e que dormiu em Hierápolis, suas duas filhas virgens e idosas, e outra filha, que viveu no Espírito Santo e que agora descansa em Éfeso. E, adicionalmente, João, que foi tanto uma testemunha quanto um professor, que se deitou no peito do Senhor e, sendo um padre, vestiu a placa sacerdotal. Ele também caiu no sono em Éfeso. E Policarpo, que foi bispo e mártir; e Tráseas, bispo e mártir de Eumênia, que dormiu em Esmirna. Por precisaria eu mencionar o bispo e mártir Sagaris, que se deitou em Laodiceia, ou o abençoado Papírio ou Melito, que viviam juntos no Espírito Santo, que repousa em Sardes, esperando o episcopado do céu, quando ele se levantará dos mortos? Todos estes observavam o décimo-quarto dia da Páscoa judaica de acordo com o evangelho, não desviando em nenhum aspecto, mas segundo a regra de fé. E eu também, Polícrates, o menos importante de todos, faço de acordo com a tradição de meus pais, alguns dos quais eu segui muito de perto. Pois sete deles foram bispos e eu sou o oitavo. E meus parentes sempre observaram o dia que as pessoas separavam o fermento. Eu, portanto, irmãos, que vivi sessenta e cinco anos no Senhor e encontrei com irmãos em todo o mundo, e que já li todas as escrituras, não me assusto fácil com palavras terríveis. Pois os que são maiores que eu disseram 'Nós devemos obedecer a Deus ao invés dos homens...' Eu poderia mencionar bispos que estavam presentes, que eu mesmo convoquei a seu pedido, cujos nomes eu deveria escrever e que certamente seriam uma multidão. E eles, admirando minha pequeneza, consentiram com esta carta, sabendo que eu não porto esses cabelos brancos em vão e sempre governei minha vida pelo Senhor Jesus. | ” |
|   | — História Eclesiástica, Eusébio. |   |

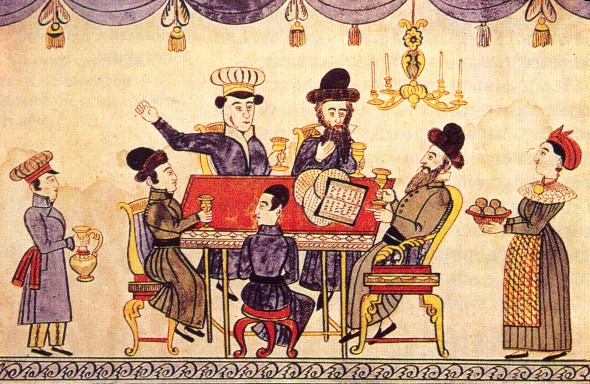
Páscoa judaica, tema da controvérsia do quartodecimanismo

O Papa Vítor tentou excomungar Polícrates e outros por terem tido essa opinião, mas depois reverteu sua decisão após Ireneu e outros terem interecedido. Não sabemos o que aconteceu com Polícrates após esta carta.
A carta de Polícrates tem sido usada como prova contra e à favor do argumento de que as Igrejas da Ásia Menor aceitaram a autoridade dos bispos de Roma (ver Primazia papal).